# 拉佐瓦亚河
拉佐瓦亚河（俄语：Река Лазовая）或㭴保川（日语：／）是萨哈林州马卡罗夫区的河流，长36公里，流域面积312平方公里，注入捷尔佩尼耶湾。

## 引用
1. ↑  М·Г·瓦西科夫斯基. . 列宁格勒: 气象出版社. 1973 （俄语）.
2. ↑  . 国家水登记处.   [2023-12-31]. （原始内容存档于2023-12-24） （俄语）.